# Гуго IV (граф Родеза)
Гуго IV (фр. Hugues IV de Rodez; род. 1210/1215 — 1274) — граф Родеза и виконт Карлата с 1222 года.
Сын Генриха I де Родез и Алькаетты д’Эскорайль.
В 1230 году женился на Изабелле де Рокфойль, дочери Раймонда I де Рокфойль и Дофины де Тюренн, наследнице виконтства Крейсель (Авейрон), бароний Мерюэ и Рокфёйль (Лозер).
18 января 1236 года в Монпелье принес оммаж за виконтство Карлат королю Хайме I Арагонскому (Арагон был сюзереном Карлата с 1167 года).
В 1242 году участвовал в восстании против короля Франции, Людовика IX. После заключения мира он дал обет идти в крестовый поход. Искупил свою клятву, уплатив сравнительно небольшую сумму денег на крестовый поход Людовика IX в 1248 году .
Гюго IV был покровителем трубадуров. Среди трубадуров при его дворе были Гираут Рикье, Сирвери де Жирона и Бертран Карбонел.
7 декабря 1249 года принёс оммаж за графство Родез графу Тулузы Альфонсу де Пуатье и его жене Жанне.
Епископ Клермона (родственник Гуго IV) передал ему сеньориальные права на некоторые владения, в том числе на замок Ла Бастида (1249).
Дети:
- Генрих II (ум. 4 сентября 1304), граф Родеза, виконт Карлата и Крейсселя, барон де Мерюи, сеньор Рокфёйля, Бенавана, Вика и Мармьесса.
- Вальпурга. Муж — Гильом де Шатонёф, сеньор де Люк.
- Аликс де Родез, монахиня в Нонанке.
- Альгаэтта (ум. 1274/80), муж — Амальрик де Нарбонн, барон де Периньян.
- Дельфина (Дофина), муж — Пьер Пеле, сеньор д’Алес.